# Agía Iríni (Kýthnos)
Pour les articles homonymes, voir Agía Iríni.
Agía Iríni, en grec moderne : Αγία Ειρήνη, est un village sur l'île de Kýthnos, dans les Cyclades, en Grèce.
Selon le recensement de 2011, la population du village compte huit habitants.